# When I'm Free
When I'm Free è il settimo album in studio della cantautrice norvegese Ane Brun, pubblicato nel 2015.

## Tracce
Testi e musiche di Ane Brun.
1. Hanging – 5:37
2. Black Notebook – 3:57
3. You Lit My Fire – 4:57
4. Directions – 3:15
5. Shape of a Heart – 3:40
6. Miss You More – 3:36
7. All We Want Is Love – 4:23
8. Still Waters – 5:25
9. Better Than This – 5:34
10. Signing Off – 5:29